# Bob & Earl
Bob & Earl er en Soul-duo fra USA. Duoen er kendt for at have skrevet nummeret "Harlem Shuffle". Gruppen ekesisterede i 1960 og 1970erne.
| Musikgruppe | Spire Denne artikel om en amerikansk musikgruppe er en spire som bør udbygges. Du er velkommen til at hjælpe Wikipedia ved at udvide den. |